# Bayan Nur
Bayan Nur (chiń. 巴彦淖尔; pinyin Bāyàn Nào’ěr; mong. Bayannaγur) – miasto o statusie prefektury miejskiej w Chinach, w regionie autonomicznym Mongolia Wewnętrzna. W 1999 roku na obszarze prefektury miejskiej zamieszkiwało 1 799 301 osób.

## Podział administracyjny
Prefektura miejska Bayan Nur podzielona jest na:
- dzielnicę: Linhe,
- 2 powiaty: Wuyuan, Dengkou,
- 4 chorągwie: przednia chorągiew Urad, środkowa chorągiew Urad, tylna chorągiew Urad, tylna chorągiew Hanggin.